# 知利別川
知利別川（ちりべつがわ）は、北海道胆振総合振興局管内を流れ室蘭港に注ぐ二級河川。知利別川水系の本流である。

## 地理
北海道室蘭市神代町の鷲別岳南側山腹（室蘭岳山麓総合公園東側付近）で源を発し、中島町を経て室蘭港（湾奥に相当する新日鐵埠頭）に注ぐ。

## 河川名の由来
アイヌ語のチリ・ペッに由来し、「鳥・川」（川に鴨が群れ集まってる）の意味。

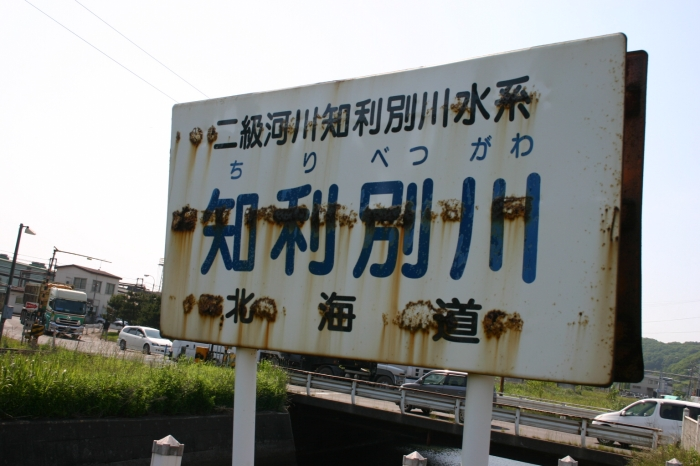
新有明橋にある知利別川の河川標識

## 利水および治水
この河川は感潮河川のため日本製鉄室蘭製鉄所構内の河口から杜下橋までは、室蘭港の海面と同程度の水準で潮汐の影響を受け干満の差が著しい感潮区間である。日本製鉄社宅を擁する知利別町では護岸の旧式化と老朽化が著しく、過去の浸水被害より河川の氾濫を防止する目的で、河川改修工事が逐次行われている。
河口から約4km上流にある日本製鉄知利別貯水池は製鉄プラント用の工業用水として利水される。

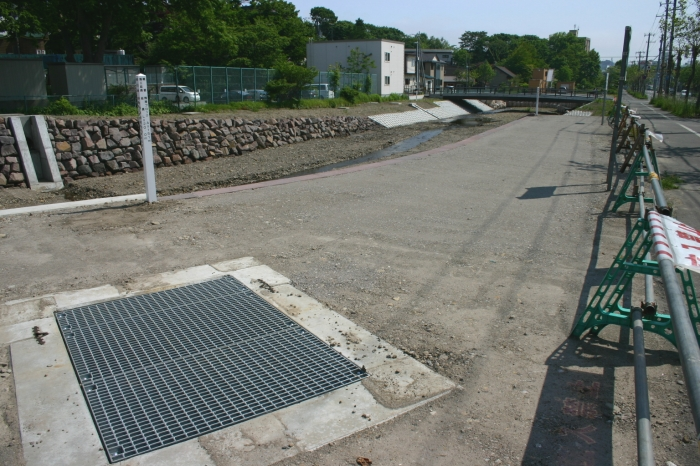
知利別川の改修工事（工事完了区間）

## 流域の自治体
北海道
胆振総合振興局室蘭市

## 支流
括弧内は流域の自治体
- 天神沢川[4]
- 知利別１の沢川[5]
- 竹の台沢川[6]
- 中島沢川[6]（室蘭市）
- 高砂川[6]（室蘭市）

## 主な橋梁
- 知利別川橋 - 道央自動車道
- 福祉橋
- 桜橋
- 楽山2号橋
- 楽山1号橋
- 湯川橋[3] - 北海道道919号中央東線
- 知利別橋
- 屯田橋[2]
- 杜下橋[2]
- 曙橋 - 北海道道1081号東室蘭停車場線
- 緑橋
- らん蘭橋 - 人道橋
- 中の橋
- 潮止橋
- 富士橋[2] - 国道37号
- 新有明橋
- 知利別川橋梁 - JR室蘭本線
- 東大通橋[2]